# 朱利葉斯·A·富勒號巡防艦
“巴德爾”號驅逐艦(PNS Badr DDG-161)，是巴基斯坦海軍從美國海軍租借的一艘布魯克級巡防艦，原是美國海軍的“朱利葉斯·A·富勒”號巡防艦(USS Julius A Furer FFG-6)。
在1989年，巴基斯坦和美國簽訂協議，租借4艘布魯克級與4艘加西亞級巡防艦。1989年1月，該艦退役后正式與其餘3艘同型艦移交給巴基斯坦海軍，更名為“巴德爾”號(PNS Badr DDG-161)，該艦和其餘租借給巴基斯坦海軍的布魯克級一起，在巴基斯坦海軍中劃歸驅逐艦類別。1993年，由於美巴關係生變，美國取消了巴基斯坦繼續租借的請求。“巴德爾”號于1994年租期到後和其餘7艘租借艦一起，返還給美國海軍，隨後通通報廢拆毀。其中“巴德爾”號的艦名于不久后由巴基斯坦海軍從英國皇家海軍中購買的一艘塔裏克級驅逐艦(D-184)繼承(見輕快號巡防艦)。